# Ben Pridmore

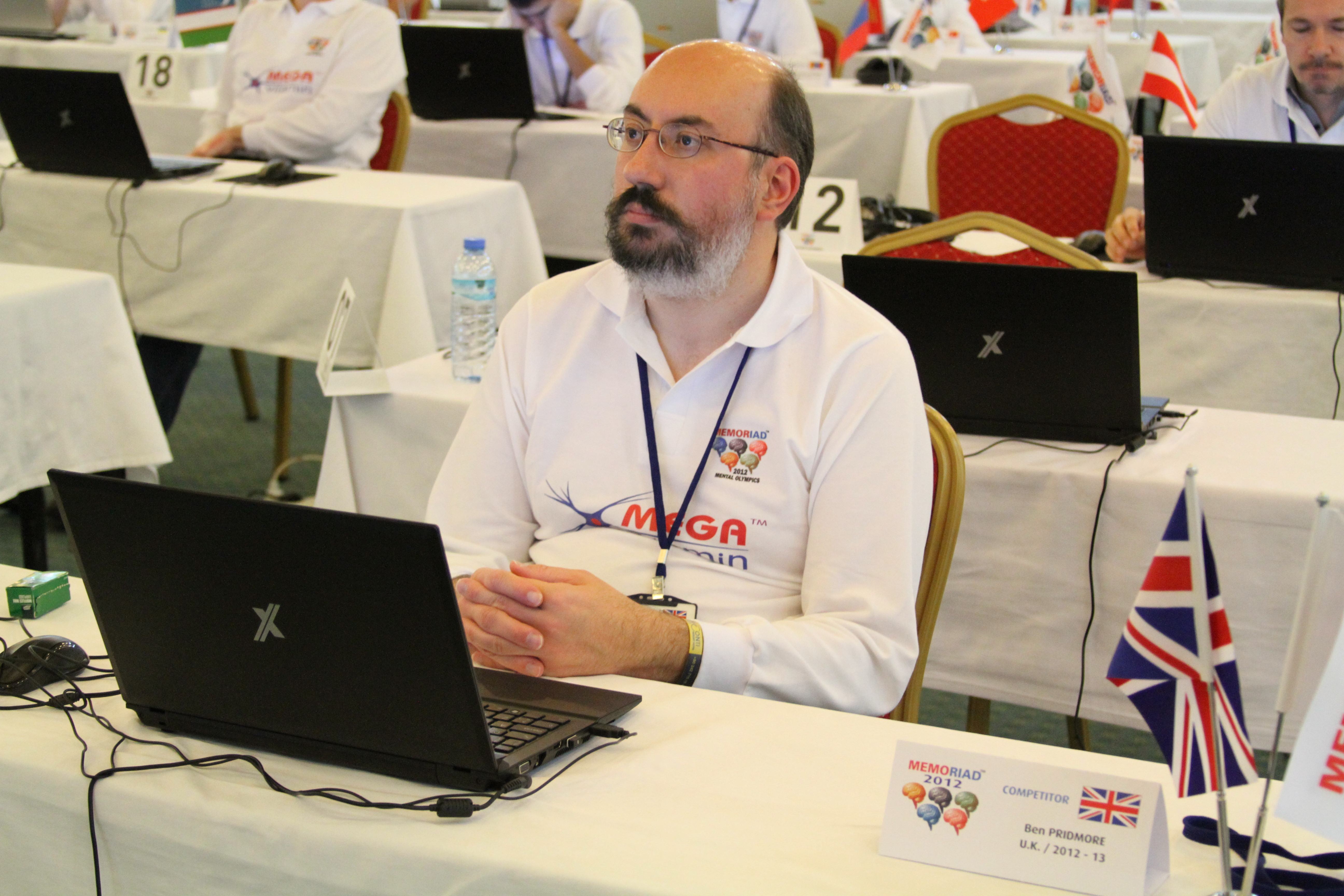
Ben Pridmore 2012

Ben Pridmore (* 14. Oktober 1976 in Boston, England) ist ein englischer Gedächtnissportler. Für seine Gedächtnisleistungen hat er das sogenannte Ben-System entworfen. Pridmore ist außerdem Fünfter der Weltmeisterschaft im Kopfrechnen geworden und im britischen Othelloteam.
2007 gewann er die 1. UK Open und erzielte einen Rekord: Als erster Mensch überhaupt memorierte er die Reihenfolge eines gemischten Kartenstapels von 52 Karten in unter 30 Sekunden, die er mit 26,28 Sekunden gleich recht deutlich unterbot.

## Erfolge
- Gedächtnisweltmeister 2004, 2008, 2009
- Im Jahr 2012 auf Platz 4 der Weltrangliste[1]

## Offizielle Weltrekorde
- 930 Binärziffern in fünf Minuten (Speed Binary)
- 4140 Binärziffern in 30 Minuten (Binary)
- Memorieren von 28 Kartenstapeln (1456 Spielkarten) in einer Stunde

## Eigene Version des Major-Systems
Ben Pridmore veröffentlichte 2011 in seinem Buch How To Be Clever eine eigene Fassung des allgemein verwendeten Major-Systems und führte dabei auch Vokale sowohl in Groß- als auch Kleinschreibung ein. Später baute er sein System, das auch als „Ben-System“ bezeichnet wird, auf 3-stellige Zahlen aus.